# Ilja Wladimirowitsch Dokschin
Ilja Wladimirowitsch Dokschin (russisch Илья Владимирович Докшин; * 9. Oktober 1981 in Leningrad, Russische SFSR) ist ein russischer Eishockeyspieler, der seit 2011 bei Titan Klin in der Wysschaja Hockey-Liga unter Vertrag stand.   

## Karriere
Ilja Dokschin begann seine Karriere als Eishockeyspieler im Nachwuchsbereich des SKA Sankt Petersburg. Zwischen 1998 und 2005 spielte er parallel für die erste und zweite Mannschaft von SKA in der Superliga bzw. der drittklassigen Perwaja Liga. Zudem kam er für den Stadtnachbarn HK Spartak Sankt Petersburg in der zweitklassigen Wysschaja Liga zum Einsatz. Nachdem er die Saison 2004/05 beim HK Sibir Nowosibirsk in der Superliga beendet hatte, wechselte der Stürmer zur folgenden Spielzeit zum Zweitligisten HK Dmitrov, beendete sie jedoch beim HK Lada Toljatti in der Superliga. Mit Lada gewann er auf europäischer Ebene 2006 den IIHF Continental Cup. 
Für die Saison 2006/07 unterschrieb Dokschin bei Krylja Sowetow Moskau. Als der Club am Saisonende in die Wysschaja Liga abstieg, verließ er diesen jedoch wieder und schloss sich dessen Stadtnachbarn HK Spartak Moskau an. Mit Spartak begann er auch die Saison 2008/09 in der neu gegründeten Kontinentalen Hockey-Liga, wurde im Laufe der Spielzeit aber von dessen Ligarivalen HK Dinamo Minsk verpflichtet. Im Premierenjahr der KHL erzielte der Russe für Spartak Moskau und Dinamo Minsk zusammen in 34 Spielen sechs Tore und bereitete weitere neun vor. Am Saisonende wechselte Dokschin zu seinem Ex-Club HK Dmitrow.  
Die Saison 2009/10 verbrachte Dokschin beim russischen Zweitligisten Molot-Prikamje Perm. Die Saison 2010/11 begann er bei Metallurg Schlobin in der belarussischen Extraliga und beendete sie bei seinem Ex-Verein aus Perm in der neuen zweiten russischen Spielklasse, der Wysschaja Hockey-Liga. Zur Saison 2011/12 wechselte der Russe innerhalb der Wysschaja Hockey-Liga zu Titan Klin.   

## Erfolge und Auszeichnungen
- 2006 IIHF-Continental-Cup-Gewinn mit dem HK Lada Toljatti

## KHL-Statistik
(Stand: Ende der Saison 2010/11)